# Balze di Faella

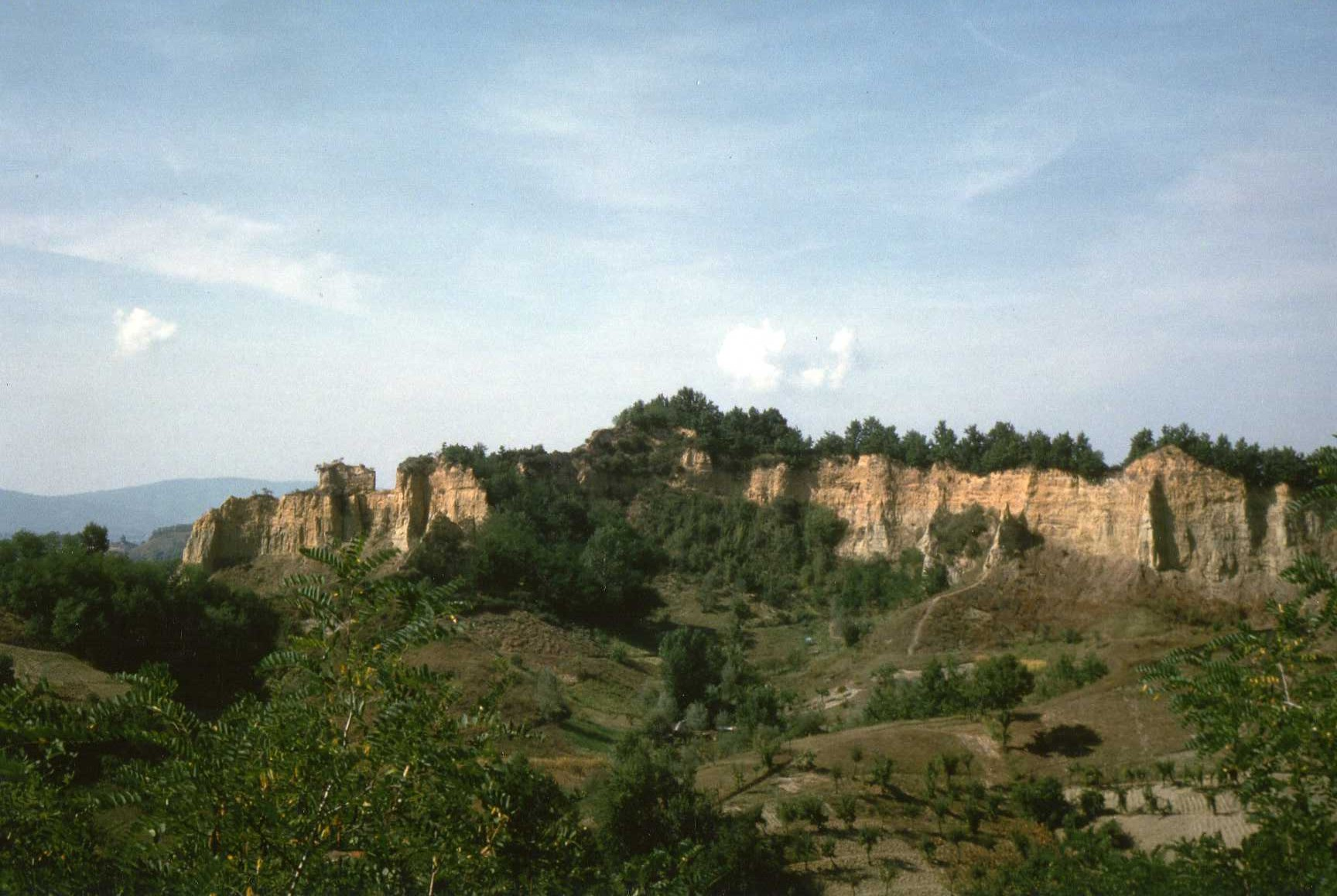
Faella: le balze

Le balze di Faella sono collocate nei pressi dell'omonima località, in provincia di Arezzo.
Il luogo è ricordato fin dai tempi antichi   per il ritrovamento di ossa fossili appartenenti a quadrupedi di età preistoriche.
Molti dei reperti qui rinvenuti sono conservati al Museo Paleontologico di Montevarchi.

## Galleria d'immagini

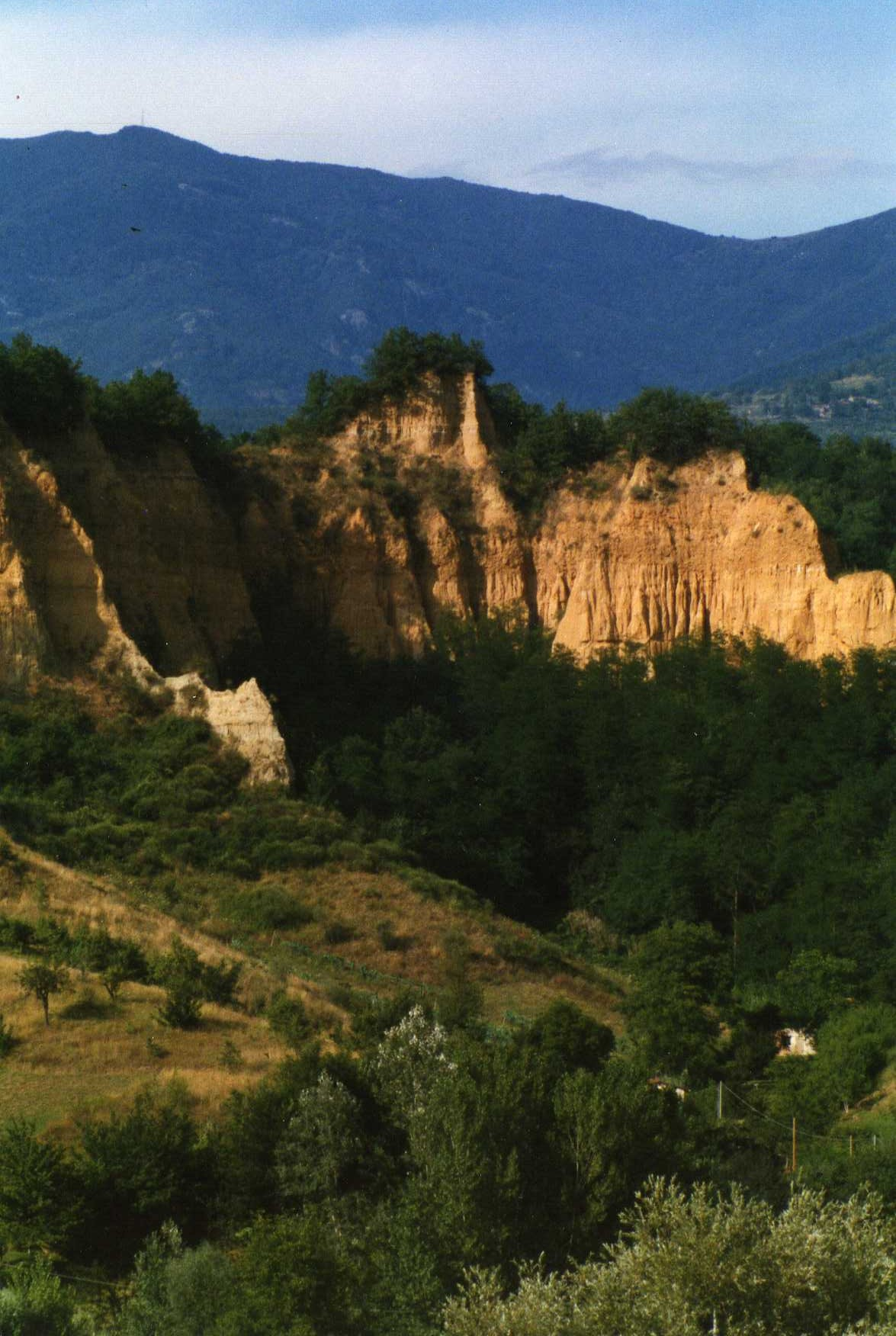
Le balze di Barberaia
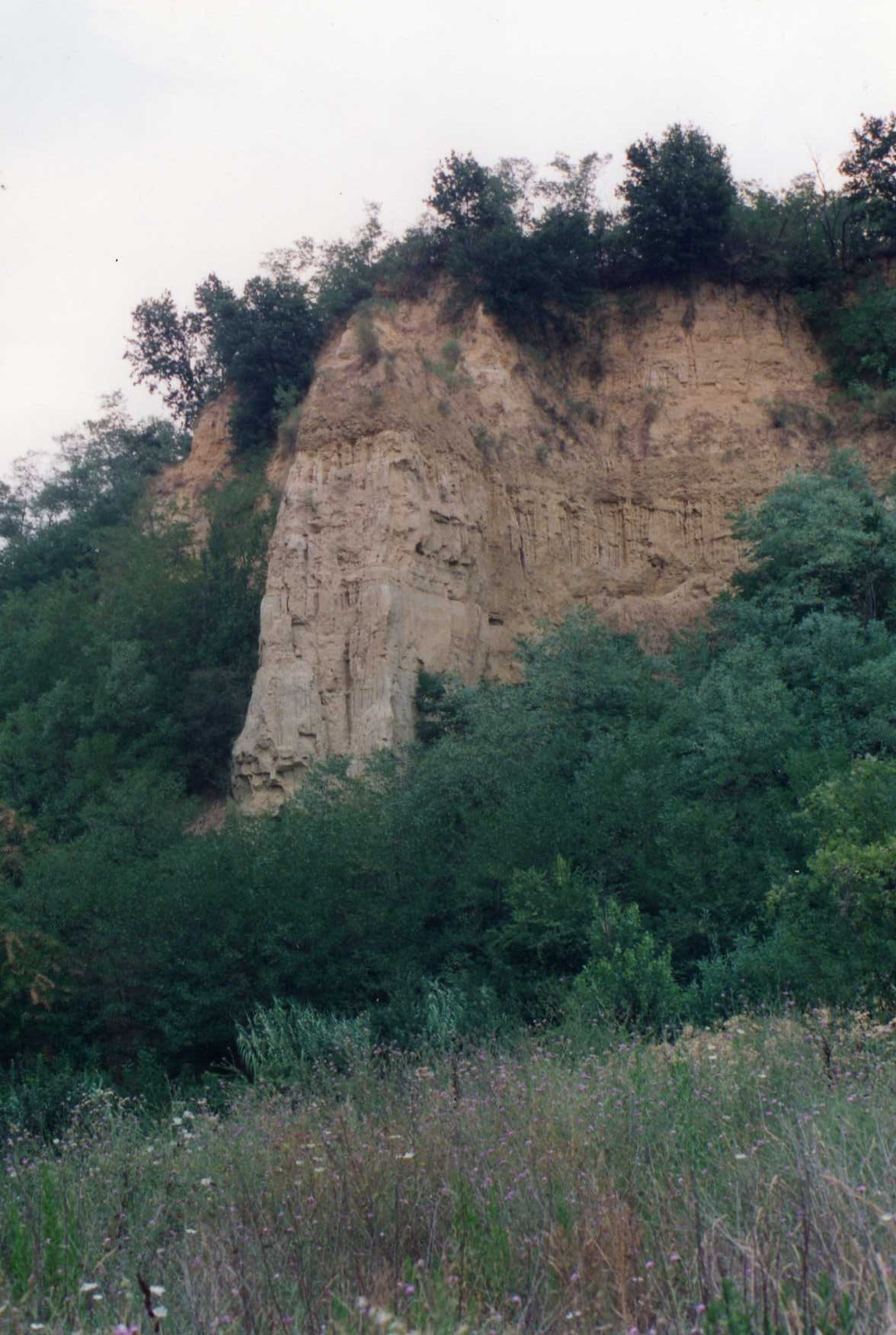
Le balze di San Michele
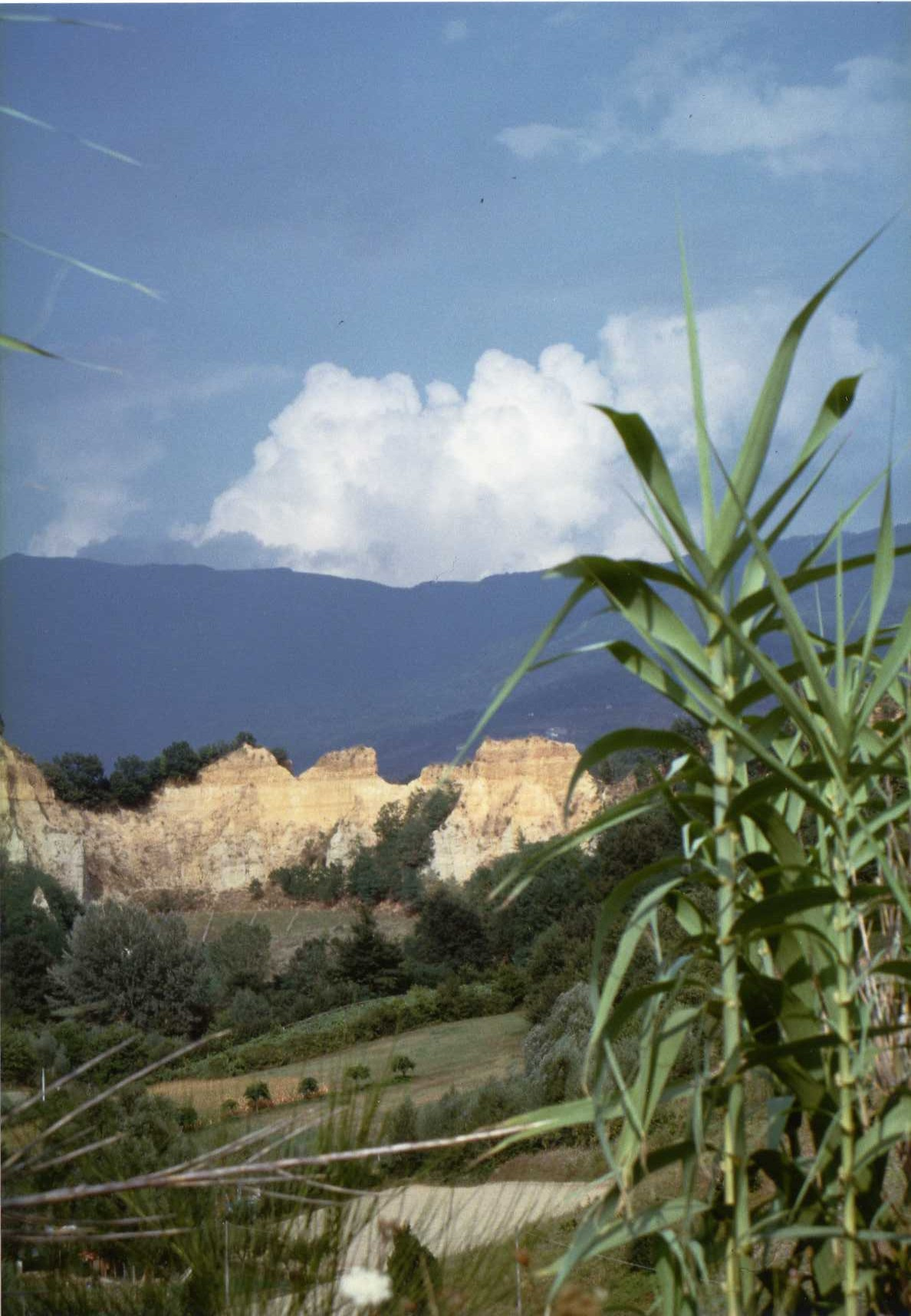
Le balze (particolare)
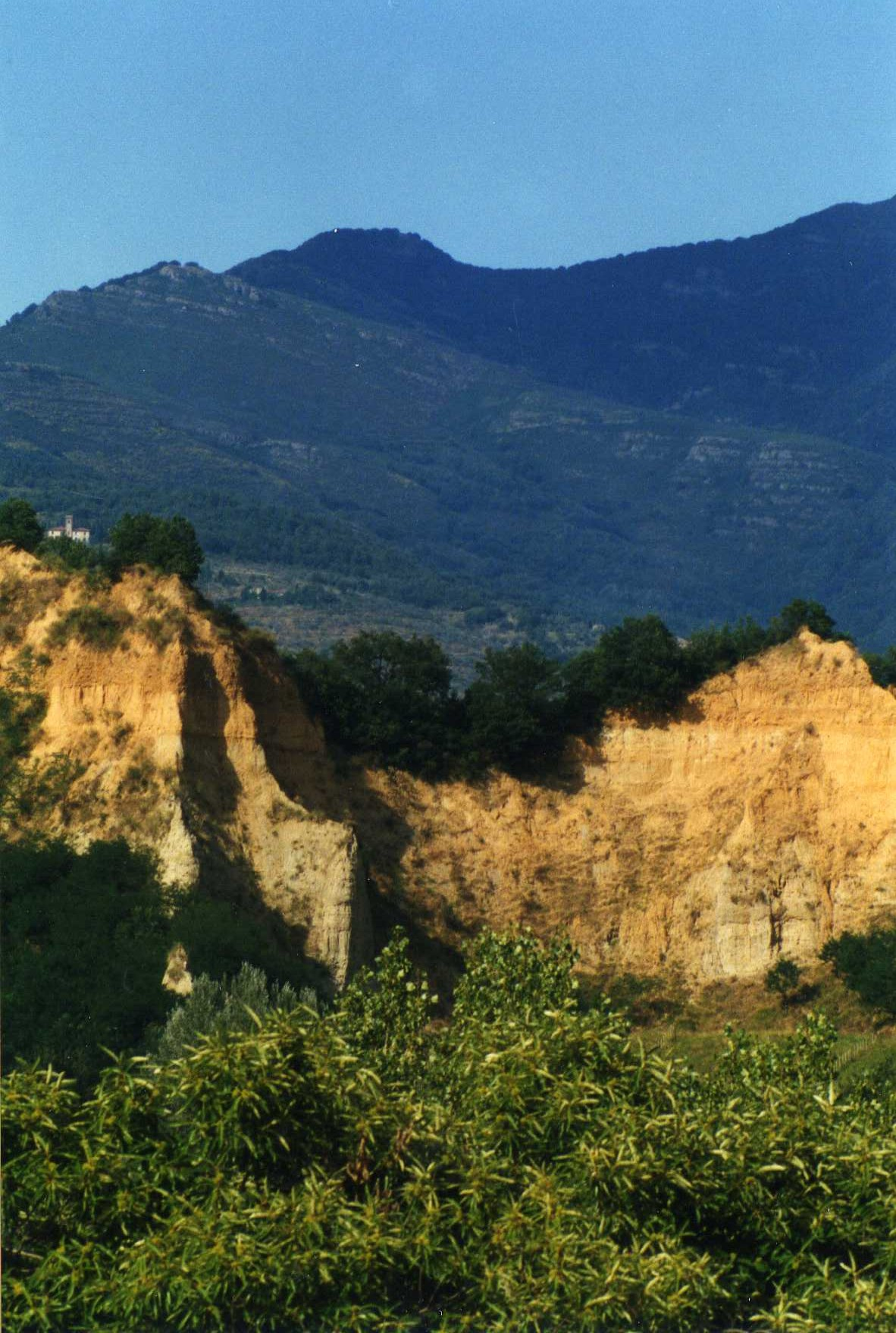
Le balze (particolare)
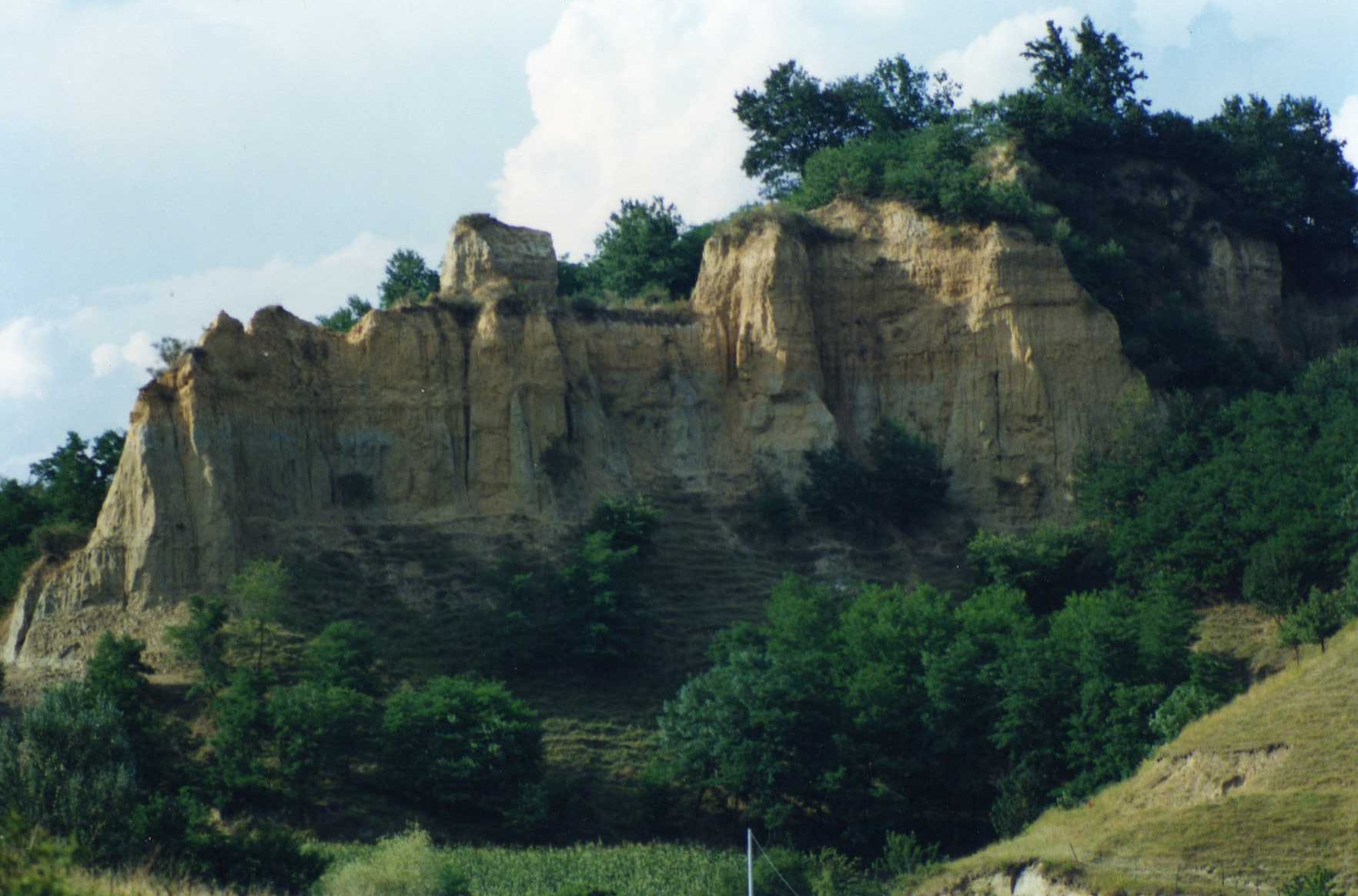
Le balze, "il Varco"
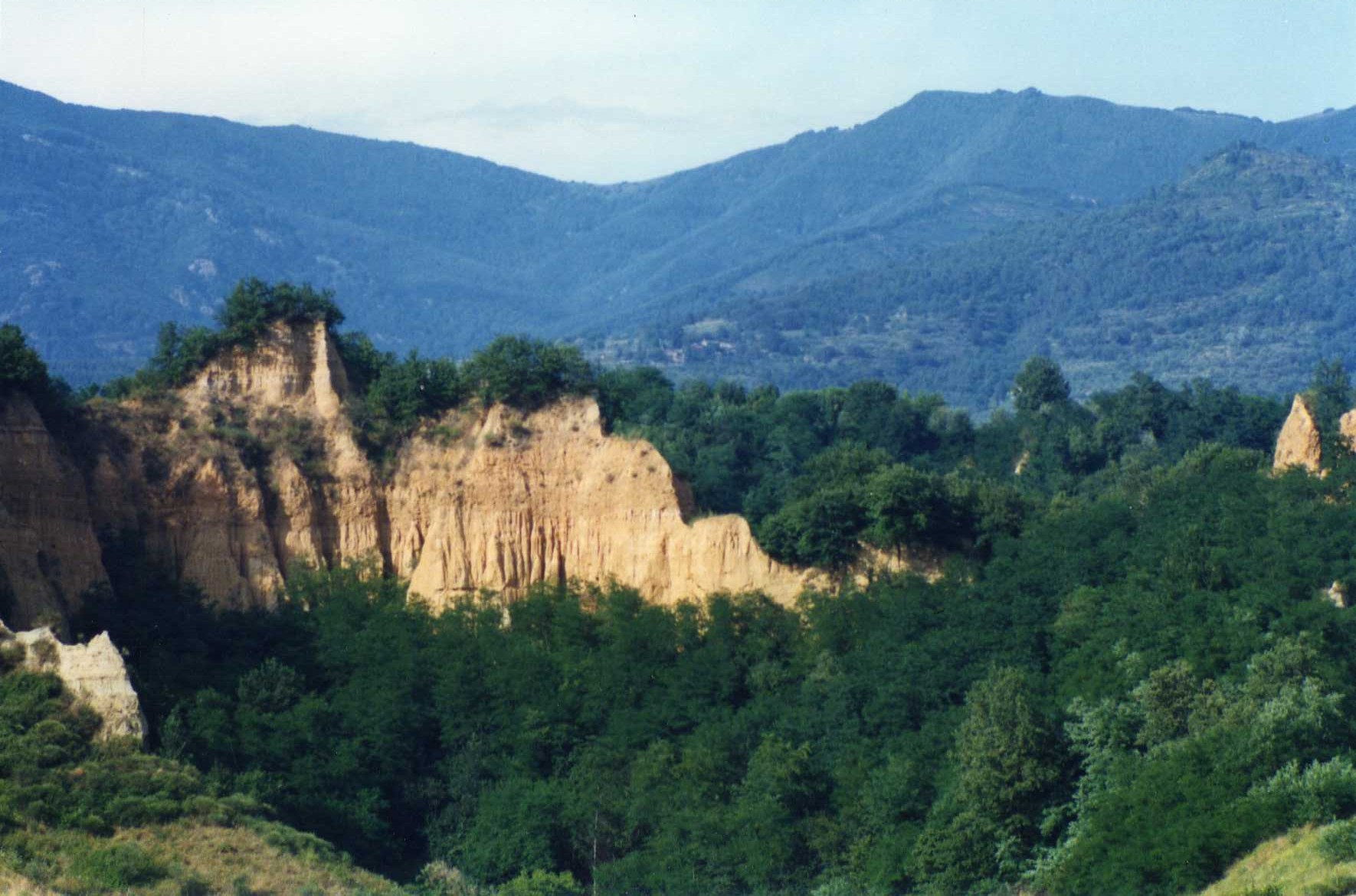
Le balze (particolare)
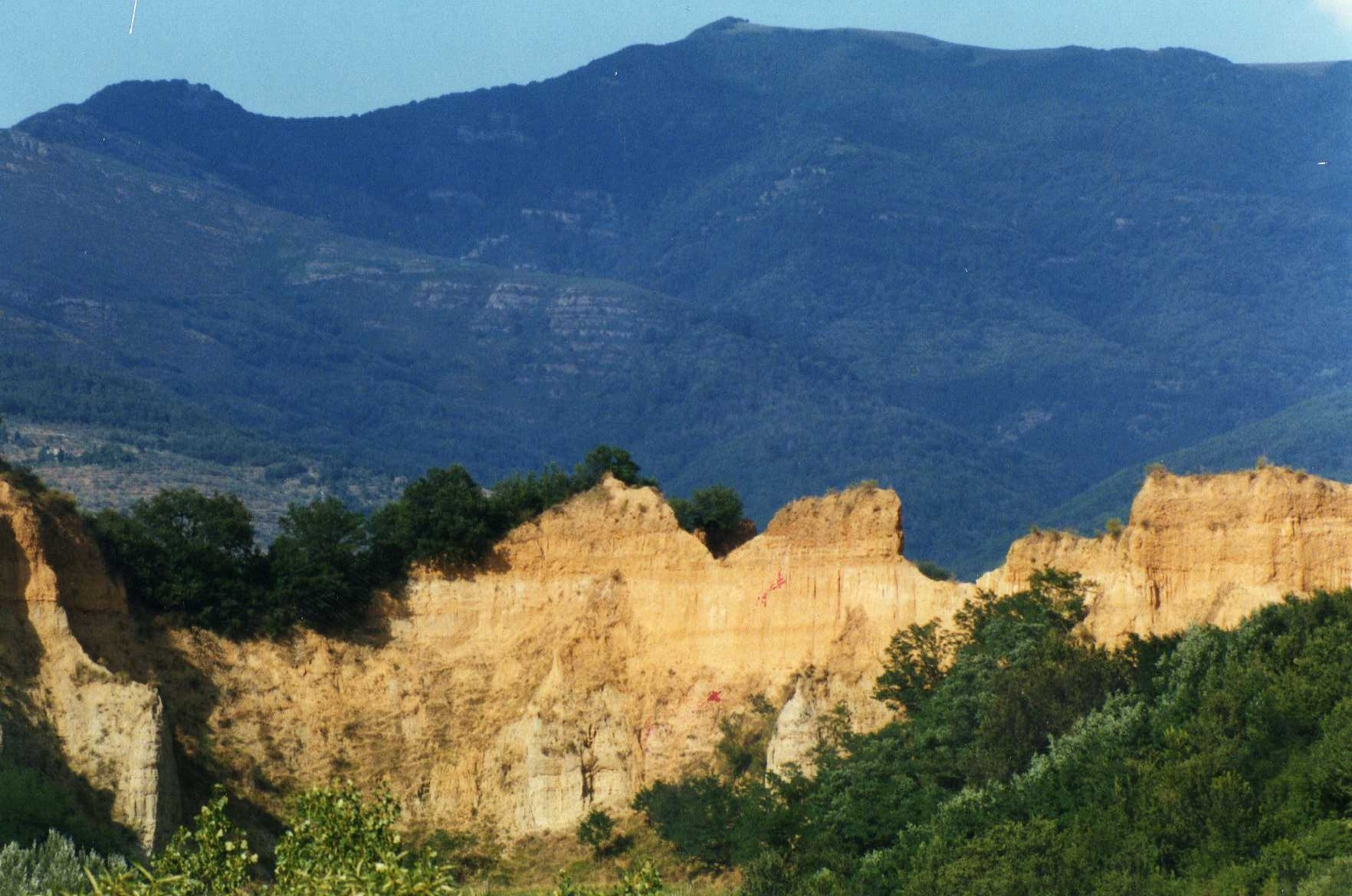
Le balze (particolare)
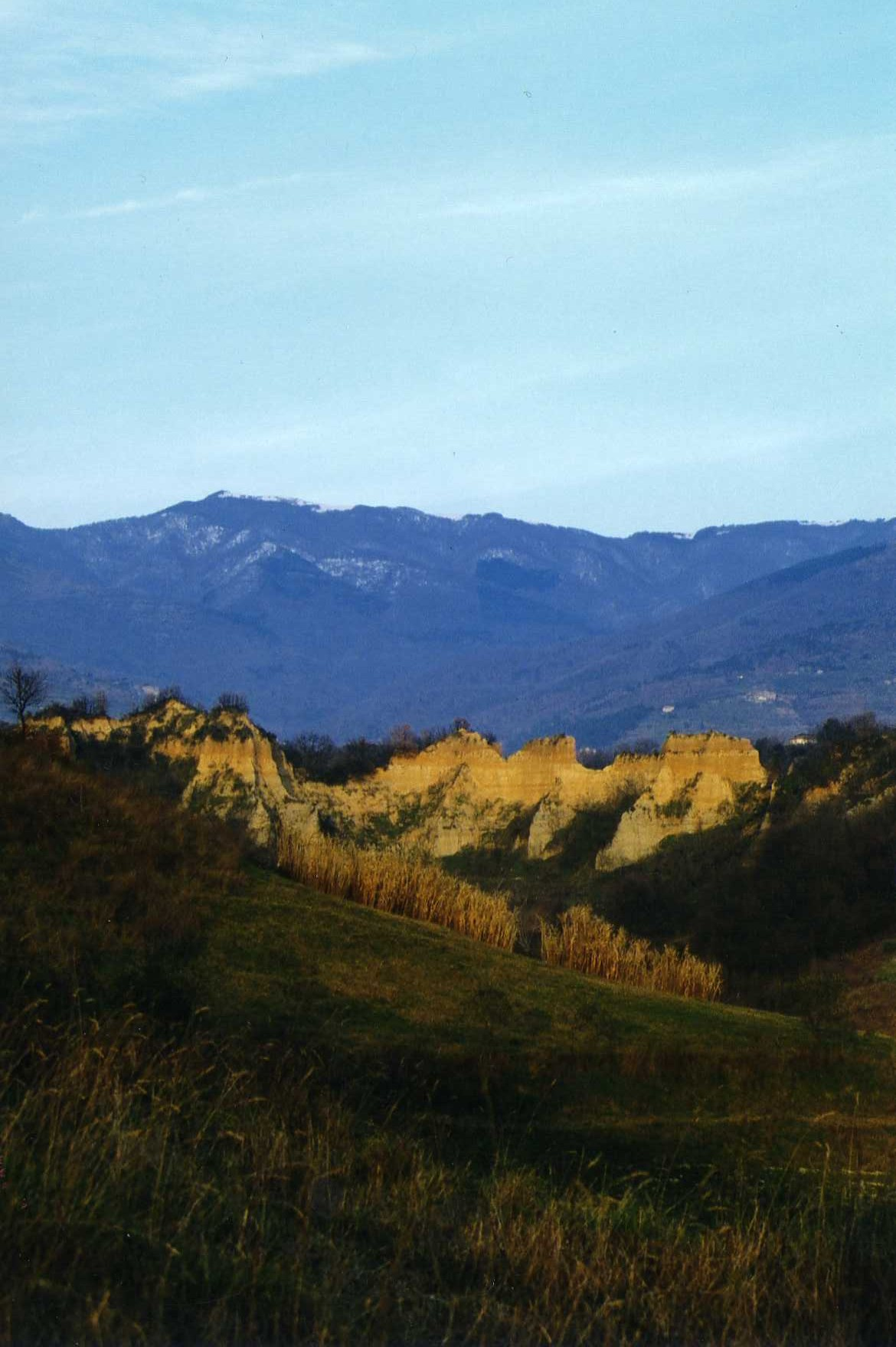
Le balze (particolare)